# Georges de Bourguignon
Georges Camille Marcel de Bourguignon (ur. 25 lutego 1910 w Woluwe-Saint-Lambert, zm. 31 grudnia 1989 w Kraainem) – belgijski florecista i szablista, brązowy medalista olimpijski i trzykrotny medalista mistrzostw świata.
Na igrzyskach olimpijskich w Los Angeles w 1932 roku we florecie indywidualnym dotarł do półfinałów, a w szabli indywidualnej odpadł w pierwszej rundzie. Na rozgrywanych cztery lata później igrzyskach olimpijskich w Berlinie startował tylko we florecie, zajmując piąte miejsce w turnieju drużynowym i ósme w indywidualnym. Po II wojnie światowej wystąpił na igrzyskach olimpijskich w Londynie w 1948 roku, gdzie Belgowie w składzie: Georges de Bourguignon, Henri Paternóster, Édouard Yves, Raymond Bru, André van de Werve de Vorsselaer i Paul Valcke zdobyli drużynowo brązowy medal. W rywalizacji indywidualnej tym razem nie startował. Wystąpił tam także w szabli drużynowej, zajmując czwarte miejsce. Brał też udział w igrzyskach olimpijskich w Helsinkach w 1952 roku, gdzie Belgowie zajęli piąte miejsce w szabli drużynowej.
Podczas mistrzostw świata w Liège w 1930 roku razem z Raymondem Bru, Maxem Janletem, Pierre’em Pêcherem, Robertem T’Sasem i Édouardem Yvesem zdobył brązowy medal we florecie drużynowym. Ponadto na mistrzostwach świata w Lizbonie (1947) wywalczył srebrny medal w szabli indywidualnej, rozdzielając na podium dwóch Włochów: Aldo Montano i Gastone Darè. Na tej samej imprezie Robert Bayot, Georges de Bourguignon, Ferdinand Jassogne i Édouard Yves zajęli drugie miejsce w szabli drużynowej.